# Pariana ulei
Pariana ulei är en gräsart som beskrevs av Pilg.. Pariana ulei ingår i släktet Pariana och familjen gräs. Inga underarter finns listade i Catalogue of Life.